# Veraudunus
Veraudunus es un dios celta conocido por dos inscripciones votivas encontradas en Luxemburgo. Una de estas inscripciones sugiere que ‘Veraudunus’ puede ser un epíteto del dios de los tréveros Lenus Marte. En ambas inscripciones, Veraudunus es invocado junto con Inciona.

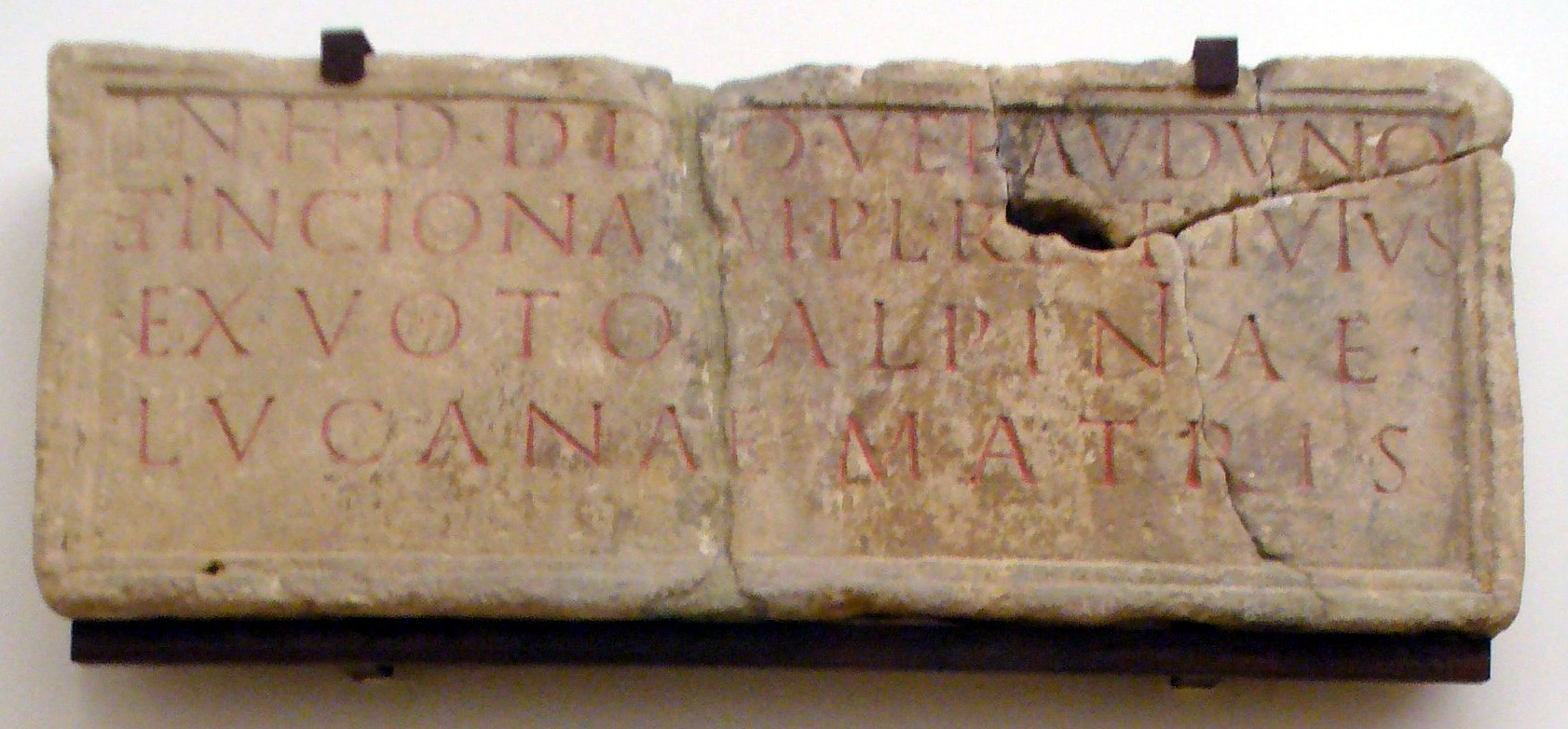
Inscripción votiva de Widdebierg, Luxemburgo.

En la piedra altar de Mensdorf, Widdebierg, el dios Veraudunus (DEO VERAVDVNO) e Inciona son invocados en la honra de la familia imperial en cumplimiento del voto hecho por la madre de Marcus Pl(autius?) Restitutus, Alpinia Lucana.
La segunda inscripción es una pequeña placa de bronce de Kaul en Luxemburgo, donde se lee:
[LE]NO MAR[TI]
VERAVDVN(O) ET
INCION(A)E MI
[L]ITIVS PRIS
CINVS EX VOT(O)
Las letras NO MAR pueden significar Leno Marti, por lo que ‘Veraudunus’ sería un epíteto de Lenus Marte, el protector tribal de los tréveros que habitaron en el actual Luxemburgo.